# Адриана Скленарикова
Адриана Скленарикова (на словашки: Adriana Sklenaříková) (правилно произношение: Адриана Скленаржикова) е словашки фотомодел и актриса.

## Биография
Адриана Скленарикова е родена на 17 септември 1971 година в Брезно, Словакия.
Започва да учи медицина в Прага, но по-късно прекъсва образованието си, заради кариерата си на модел през 1997 година. Модел е на „Victoria's Secret“, „Wonderbra“, „Byron Lars“, „Laura Biagiotti“, „Levante Hosiery“, „Love Sex Money“, „Onyx Jeans“, „Peroni Beer“, „Red Point“, „Roberto Cavalli“ и други. Тя е известна с най-дълъгите крака в света на модата (126 см).
През 2006 г. тя е обявена от списание FHM France за най-секси жена в света.
Като актриса Адриана се появява в няколко филма, включително Астерикс на Олимпийските игри (2008).
Омъжена е за френския футболист Кристиан Карембьо. На 9 март 2011 обявяват края на връзката си.